# کالسادا د لس ملینس
کالسادا د لس ملینس (به اسپانیایی: Calzada de los Molinos) یک شهرستان در اسپانیا است که در استان پالنسیا واقع شده‌است.

## خصوصیات
کالسادا د لس ملینس ۲۵ کیلومترمربع مساحت و ۳۷۸ نفر جمعیت دارد.